# Bombardement d'une maison
Pour plus de détails, voir Fiche technique et Distribution.
Bombardement d'une maison ou Les Dernières Cartouches est un film de Georges Méliès sorti en 1897 au début du cinéma muet. C'est un court-métrage d'environ une minute.

## Synopsis

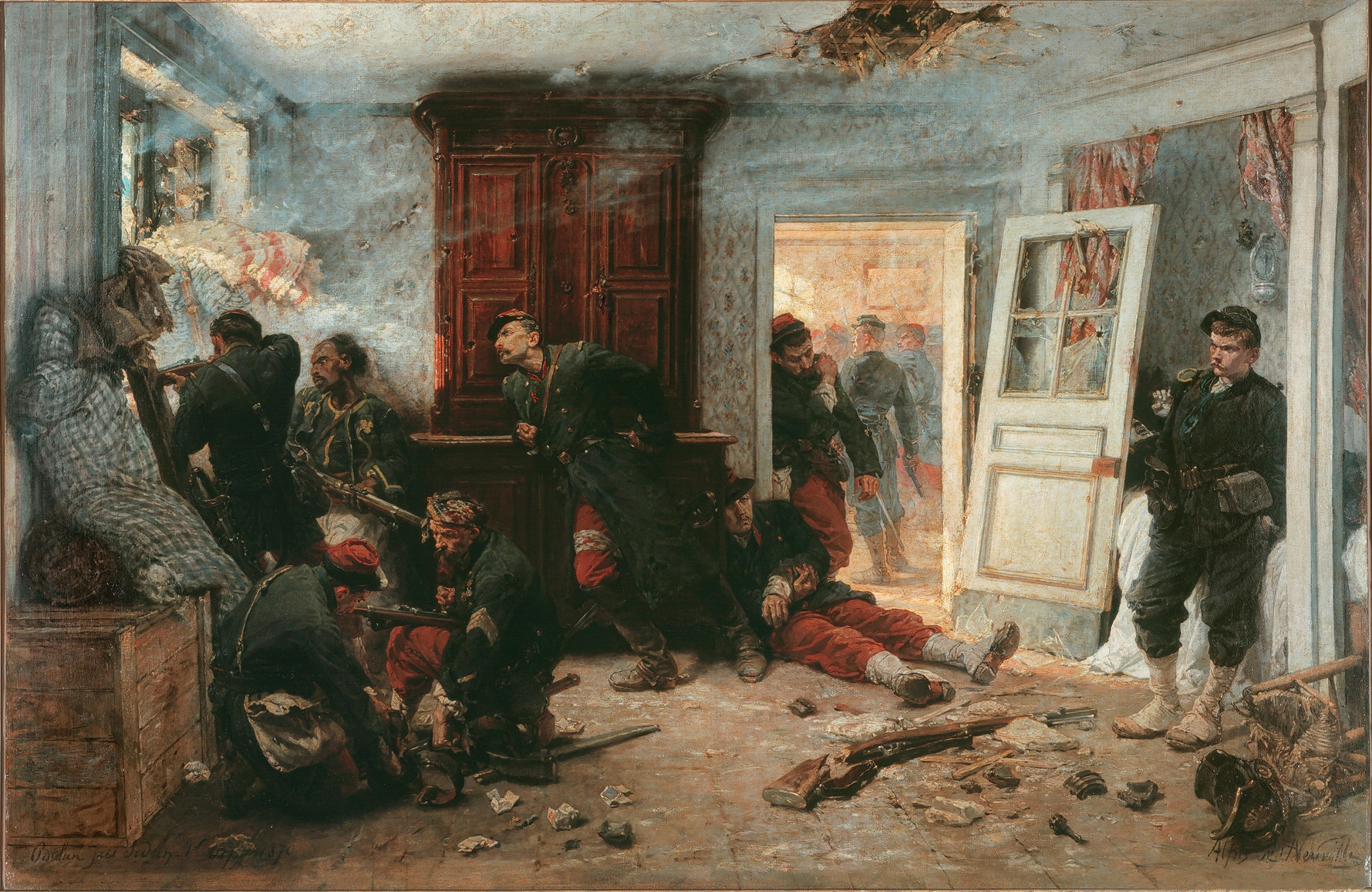
Les Dernières Cartouches d'Alphonse de Neuville, peinture qui a inspiré le film.

Un groupe de soldats se réfugie dans une maison en ruine. Certains sont envoyés faire le guet, d’autres scrutent le sol et rassemblent des munitions. Alors qu’ils tirent leurs dernières cartouches, la maison est bombardée. 
Ce film reprend le contexte de la bataille de Bazeilles (notamment la scène du tableau Les Dernières Cartouches par Alphonse de Neuville), lors de la guerre franco-prussienne de 1870.

## Fiche technique
- Titre : Bombardement d'une maison ou Les Dernières Cartouches
- Réalisation : Georges Méliès
- Production : Star Film
- Pays d'origine : France
- Durée : 1 minute 10 secondes
- Format : noir et blanc
- Genre : film de guerre